# Clive Murray
Clive Murray (né le 5 décembre 1990 sur l'île de Grenade) est un  joueur de football international grenadien.